# Paratachys sequax
Paratachys sequax är en skalbaggsart som beskrevs av Leconte 1848. Paratachys sequax ingår i släktet Paratachys och familjen jordlöpare. Inga underarter finns listade i Catalogue of Life.